# Ла-Песа
Ла-Песа (ісп. La Peza) — муніципалітет в Іспанії, у складі автономної спільноти Андалусія, у провінції Гранада. Населення — 1341 особа (2010).
Муніципалітет розташований на відстані близько 350 км на південь від Мадрида, 29 км на схід від Гранади.
На території муніципалітету розташовані такі населені пункти: (дані про населення за 2010 рік)
- Альбуньюелас: 7 осіб
- Ла-Песа: 1204 особи
- Лос-Вільярес: 130 осіб

## Демографія
Динаміка населення (INE ):

## Галерея зображень

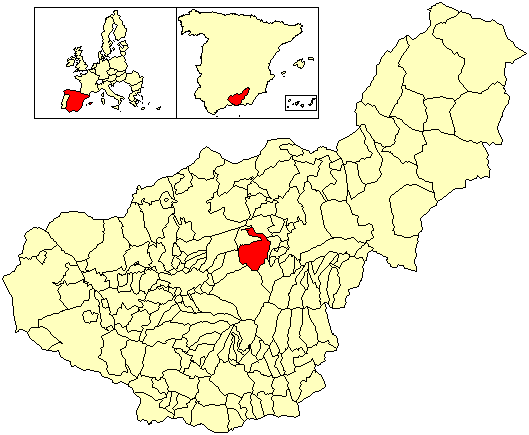
Розташування муніципалітету Ла-Песа у провінції Гранада